# ボート・トレイン
ボート・トレイン（Boat train）、あるいは船車連絡列車（せんしゃれんらくれっしゃ）は、船と連絡を図る目的で港へ乗り入れて運行された列車である。なお、ポートトレイン（Port train：港湾連絡列車）と呼ぶこともあるが、日本国有鉄道（国鉄）の公式編纂した鉄道用語辞典ではボート・トレインで掲載されている。
本項目ではそれらのうち、明治時代から昭和30年代まで日本国有鉄道（国鉄）の路線で運行された列車について記す。

## 経緯
第二次世界大戦後の1950年代までは、日本から欧米に旅行する際には主に船舶が使われていたが、それは日数も運賃もかかるものであり、一般人が気軽に使えるものではなかった。ボート・トレインは、それら海外への旅行者と見送り客の都市から港までの便を図って運行されることになったものである。
その創始は、1912年（明治45年）に福井県の敦賀からロシアのウラジオストクまでの航路に接続する形で、航路の運航日に限る東京駅 - 金ヶ崎駅（後の敦賀港駅）間の運行の開始であるとされる。1920年（大正9年）7月23日には、神奈川県横浜市の横浜港からアメリカのサンフランシスコへの航路に接続するため、東京駅 - 横浜港駅間で運行が開始された。その後、神戸港駅（兵庫県）がヨーロッパ諸国、長崎港駅（長崎県）が中華民国の上海、新潟港駅（新潟県）が朝鮮の雄基への航路に接続するボート・トレインが運航されるようになった。
しかし、第二次世界大戦が勃発してしばらくするとヨーロッパへの航路はほとんどが運航できなくなり、1941年（昭和16年）に入り日米間の関係が悪化するとアメリカへのボート・トレインも時刻表には時刻が掲載されていたものの、実際には全く運行されなくなった。
1950年代に入ると、航空機（空運）が海外への交通路の主流になったこともあってボート・トレインは設定されなくなったが、例外的に1957年（昭和32年）8月28日 - 1960年（昭和35年）8月27日の間、東京駅 - 横浜港駅間にボート・トレインが、「氷川丸」による横浜 - シアトル間の航路に接続して運行されていたことがあった。また、2010年代には、秋田港に入港するクルーズ客船に接続する列車が運行されるようになり、元来は貨物駅だった秋田港駅に旅客ホームが常設された。

## 地域ごとの状況

### 横浜港駅

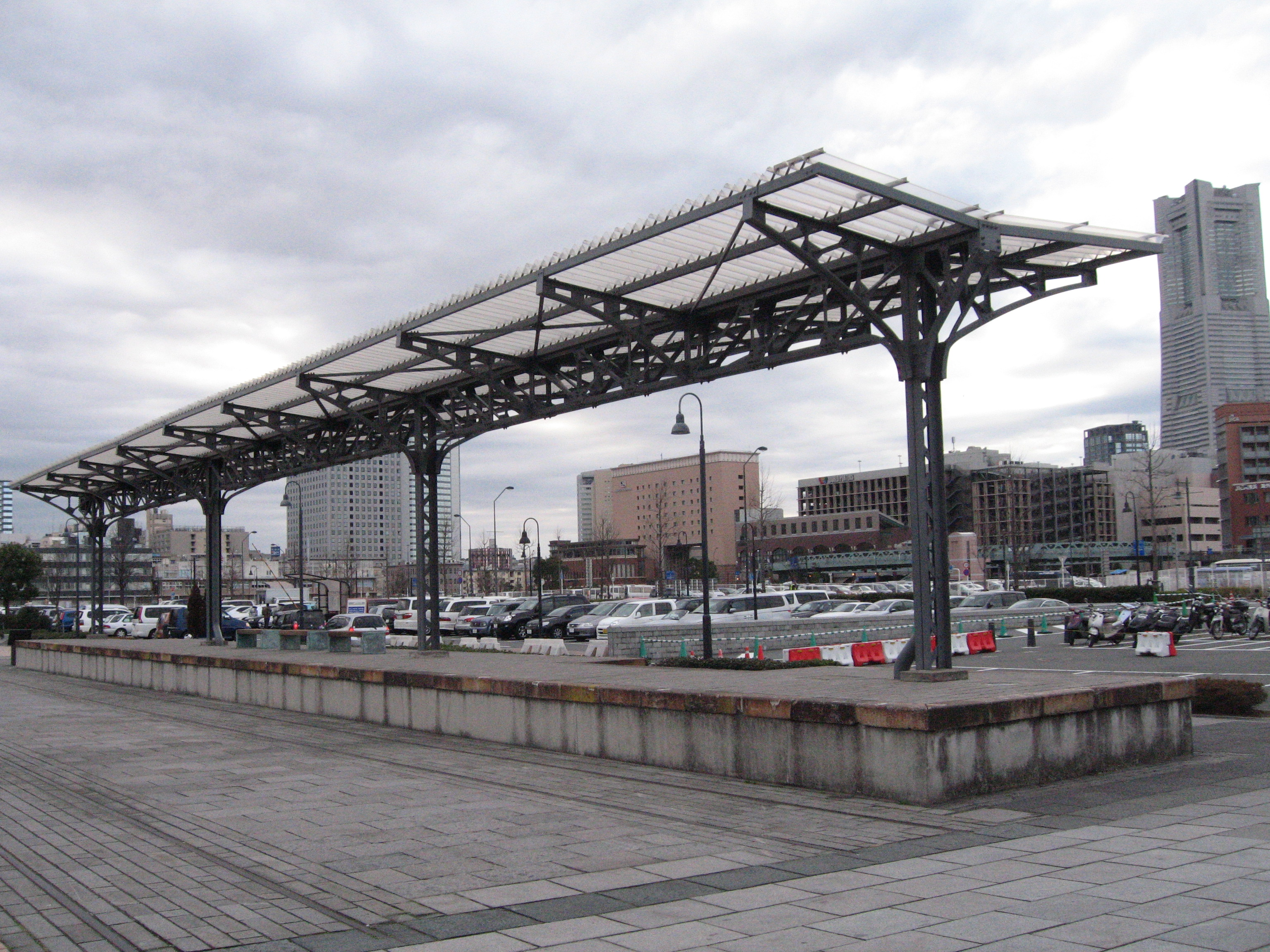
復元された横浜港駅旅客ホーム、休憩所として利用されている。

横浜港駅（よこはまみなとえき）は東海道本線の支線上に1911年（明治44年）9月1日、「横浜港荷扱所」という横浜港における船舶と貨物の積み替えを行う貨物駅として開業したが、前述の通り、1920年（大正9年）7月23日に東京駅 - 横浜港駅間で日本郵船の横浜 - サンフランシスコ間航路に接続するボート・トレインが運転開始された。
そのルートは、東京駅から東海道本線を進んで鶴見駅から分岐する貨物線（通称・高島線）を経由して横浜港駅に至るというもので、当初の途中停車駅は新橋駅・品川駅・大森駅であったが、後に大森駅は京浜線電車（現・京浜東北線）専用駅となったため、停車駅から外された。1934年（昭和9年）12月1日実施のダイヤ改正時には、下記のような時刻で運転されている。なお、戦前の時刻表にはこのようなボート・トレインの時刻もすべて掲載されていた。
- （231）東京1230→横浜港1315
- （232）横浜港1530→東京1615

戦時中は運行が中断されたが、前述のように1957年（昭和32年）8月28日から「氷川丸」による横浜 - シアトル間航路に接続する列車として東京駅 - 横浜港駅間で運行が再開された。戦後の列車は市販の時刻表には掲載されなかったという。1959年（昭和34年）頃には東海道本線区間はEF58形電気機関車の牽引となり、鶴見駅で運転停車して8620形・C58形蒸気機関車との付け替えを行うようになった。同年7月26日に運転された列車は、ちょうど宝塚歌劇団がアメリカ公演へ向かう便に接続していたため、見送りファンの輸送に備えて10両という長大編成を仕立てたといわれる。
そして、航空機の時代になり更に氷川丸が老朽化して運行が次第に困難となったことから、同船による最後のシアトル航路が横浜を出港した1960年（昭和35年）8月27日に運行された3231・3232列車（時刻は下記）をもって、ボート・トレインの運行は終了した。その後横浜港駅では、1970年（昭和45年）10月の高島線からの蒸気機関車引退の際に東京駅 - 横浜港駅間でD51形蒸気機関車を使用した記念旅客列車が設定されたが、その際にボート・トレインが発着したホームを使用している。また、1980年（昭和55年）6月には横浜開港120周年を記念して、横浜港駅には入線しなかったものの、高島線で往時のボート・トレインを再現した列車がC58形（梅小路蒸気機関車館所属の1号機）の牽引で運行されている。
- （3231）東京1136→横浜港1229
- （3232）横浜港1551→東京1650

横浜港駅は貨物駅としてその後も存続したが、1982年（昭和57年）11月15日に横浜港信号場という信号場に格下げされ、1986年（昭和61年）11月1日に港への路線と同時に廃止された。
その後、1989年（平成元年）3月25日から10月1日までの横浜博覧会開催期間中は、財団法人横浜博覧会協会が鉄道事業免許を取得して、横浜博覧会協会臨港線としてこの路線が利用された。博覧会の会場ゲートがあった桜木町駅近辺（日本丸駅を設置）から山下公園の氷川丸付近（山下公園駅を設置）まで旅客列車（気動車）の運行が行われたが、同博覧会終了と共にこの区間は廃線となった。
1997年（平成9年）から2002年（平成14年）にかけて、横浜港駅へ向かう路線の廃線跡地は順次山下臨港線プロムナードという名称の歩道として整備され、鉄道の線路設備は撤去された。現在は「汽車道」という愛称で呼ばれており、横浜みなとみらい21地区の観光名所にもなっている。横浜港駅跡のボート・トレインが発着したホーム跡地も整備され、現在はプラットホームと上屋、およびレールが再現されている。

### 新潟港駅
1931年（昭和6年）9月1日に上越線が全通し、その後満洲国が建国されて新潟市の新潟港（のちの新潟西港）から雄基・清津への航路が開設されると、東京から満洲国の首都新京（現・長春）への最短路として東京 - 新潟 - 雄基（後に羅津へ変更） - 新京のルートが注目されるようになった。そのため、新潟 - 羅津間航路には新型船が多く投入されて本数も増やされた。それにつれて船舶との連絡至便を図り新潟港近くへの直通列車を走らせる構想も高まり、1940年（昭和15年）10月より下りに限り新潟港近くまで引かれた専用線を使用して、新潟駅手前の沼垂駅（現・貨物駅）で急行列車の一部車両を切り離す形で、新潟港への列車の直通運転を開始した。1942年（昭和17年）4月1日には鉄道省が専用線を買い取って、新潟港の中央埠頭近くに新潟港駅（にいがたこうえき）を設けたので、直通車両も新潟港駅までの乗り入れの形になった。同年11月15日改正時の様子は下記の通りである。
- （701）上野800→新潟港1442（急行）

しかしまもなく戦争の激化で航路の運行も難しくなり、この船舶接続列車も翌年2月の段階で消滅した。新潟港駅は貨物駅として存続したものの、1986年（昭和61年）10月20日に廃止されている。

### 敦賀港駅

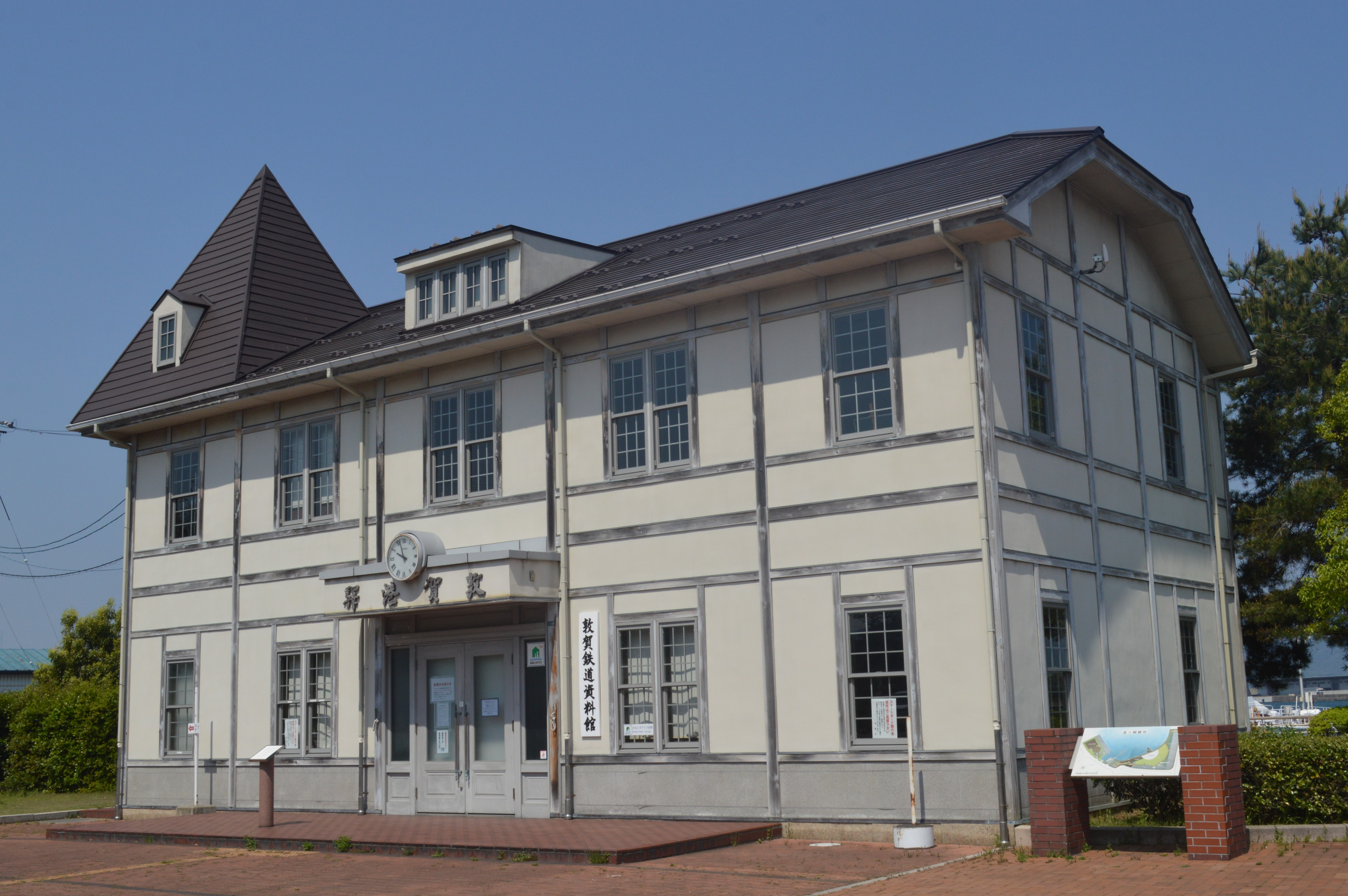
旧敦賀港駅舎

敦賀港駅（つるがみなとえき）は1919年（大正8年）1月11日に改称されるまでは金ヶ崎駅（かねがさきえき）と称し、北陸本線の最初の区間が開業した1882年（明治15年）3月10日には開設されているが、その後路線が福井・富山方面に延伸されると盲腸線と化し、1897年（明治30年）には旅客扱いが廃止されて一時貨物駅となっていた。
1902年（明治35年）に敦賀港からウラジオストクへの航路が開設され、1910年（明治43年）に日本から東清鉄道への国際連絡運輸が開始されると、その重要性が増したことから東京駅より金ヶ崎駅までウラジオストク航路へ接続する直通列車を設定することになった。
1912年（明治45年）6月15日に下りは夜行急行列車、上りは特別急行列車に東京駅 - 米原駅間で併結される形によって運行が開始された。しかし第一次世界大戦やロシア革命、シベリア出兵などの影響で運行はまもなく休止になった。
その後1925年（大正14年）にソビエト連邦との国交が樹立され、1927年（昭和2年）に日本から欧州への国際連絡運輸が再開されると、敦賀港駅への直通列車も再開された。なお昭和期には、朝鮮半島北部の雄基・清津からの航路に接続する列車も設定されている（また、ウラジオストク航路も両港に寄航して敦賀 - ウラジオストク間を結んでいた）。1934年（昭和9年）12月1日当時の概況を示すと、下記の通りとなる。
- 東京2200→米原700・730→敦賀852・905→敦賀港911（ウラジオストク便接続で毎月東京発5・15・25日・月末運転。東京 - 米原間は神戸行き急行19列車、米原 - 敦賀間は直江津経由上野行き普通604列車に併結）
- 敦賀港837→敦賀843・903→米原1021・1139→東京1949（雄基・清津からの航路に接続し、毎月8・18・28日運転。敦賀 - 米原間は金沢始発の普通106列車、米原 - 東京間は下関始発の急行10列車に併結）
- 敦賀港1925→敦賀1931・1955→米原2121・2203→東京710（ウラジオストクからの航路に接続し、毎月敦賀発3・13・23日運転。敦賀 - 米原間は上野発直江津経由の普通605列車、米原 - 東京間は下関始発の急行8列車に併結）

これら接続列車は、第二次世界大戦の勃発で欧州連絡が不可能となると朝鮮・満洲方面接続としての色合いを強くするが、次第に縮小して末期は上りのみ敦賀港駅 - 米原駅間を走る不定期列車が1本あるだけという状況になり、太平洋戦争の激化でいつしか消滅した。
なお、1999年（平成11年）夏には「敦賀港開港100周年」を記念してイベントが開催され、敦賀港駅まで蒸気機関車牽引による旅客列車が乗入れたりしたが、その初日である7月18日には「欧亜国際連絡列車の旅」として、品川駅 - 敦賀港駅間に国鉄14系客車を改造したジョイフルトレインの「スーパーエクスプレスレインボー」7両に14系寝台車5両を加えた編成による団体専用列車が運行され、更に敦賀 - ウラジオストク間の連絡船に接続するという、国際連絡運輸時代の姿を再現する試みも行われた。

### 神戸港駅
神戸港では、東海道本線（JR神戸線）の六甲道駅 - 灘駅間（開業当初は住吉駅 - 三ノ宮駅間）におかれた東灘信号場から支線が分岐する形で、1907年（明治40年）8月20日に貨物駅の小野浜荷扱所（後の小野浜駅）が開業して船舶との貨物提携輸送を行っていたが、1924年（大正13年）8月3日にはそこから1.5km離れた新港第四突堤（当初新港第一突堤）に神戸港駅（こうべみなとえき）が開業して、横浜港駅と同様に京都駅 - 神戸港駅間で日本郵船の欧州航路に接続するボート・トレインの運行が始められた。
当初の停車駅は大阪駅と住吉駅であったが、1934年（昭和9年）7月20日の東海道本線・山陽本線吹田駅 - 明石駅間電車運転開始に伴い住吉駅が電車専用駅となったため、大阪駅のみ停車に変更された。同年12月1日ダイヤ改正時の概況は以下の通りである。
- （347）京都1214→大阪1250・1251→神戸港1332
- （348）神戸港1530→大阪1610・1611→京都1651

その後1939年（昭和14年）11月1日には小野浜駅と神戸港駅が統合されて神戸港駅（こうべこうえき）となるが、ボート・トレインは第二次世界大戦勃発に伴い、いつしか運行を休止し、戦後復活することはなかった。神戸港駅はその後も貨物駅として機能するが、2003年（平成15年）12月1日の神戸貨物ターミナル駅開業に伴い廃止となった。

### 長崎港駅
長崎市の長崎港からは上海への航路（日華連絡船）が明治時代より設定されていたが、大正 - 昭和に入ると日中相互の連絡はますます盛んになった。そのため長崎でも、船の発着する日には列車を直接港付近まで乗り入れさせる考えが生まれた。その結果、長崎本線を長崎駅から1駅延伸する形で長崎港駅（ながさきみなとえき）が1930年（昭和5年）3月19日に開設され、門司駅（現、門司港駅）からの直通列車の運行が開始された。これら列車は関門連絡船を挟んで東京駅 - 下関駅間運転の特別急行列車・急行列車にも接続していた。1934年（昭和9年）12月1日改正当時の様子は、以下の通りである。
- （107）門司2300→長崎港735
- （102）長崎港1435→門司1940（急行）

その後、1942年（昭和17年）7月に関門鉄道トンネルが開通し、同年11月15日に関門トンネルでの旅客輸送が開始されると、長崎港駅には東京からの直通列車が乗り入れる様になった。そのときのダイヤ改正によると、下記のように特急「富士」の乗り入れも行われている。
- （35）東京1525→大阪500・514→門司2104・2145→長崎港744
- （2）長崎港1530→門司2034・2045→大阪641・650→東京1525（特急「富士」）

しかし、まもなく潜水艦の魚雷攻撃によって船の多くが使用不能となり、航路の運行が途絶えたためこれらの列車も消滅した。その後の戦中・戦後には、長崎港駅まで工場勤務員のための通勤列車の乗り入れも行われていたとされている。なお、長崎港駅は貨物駅として1980年代に休止されるまで存続し、最終的に廃止されたのは1987年（昭和62年）3月31日と国鉄分割民営化の前日であった。
なお、上海航路の復活を目指していた長崎県は、その後連絡鉄道の再開も模索したが、航路は復活（その後再び休航）したものの鉄道の復活は実現しなかった。

### その他
上記の他、大阪商船及び近海郵船の基隆航路汽船の出航日、入港日に台湾の基隆駅 - 基隆岸壁間で運転された。

### 書籍
- 野田正穂・原田勝正・青木栄一・老川慶喜 編『神奈川の鉄道 1872-1996』（第1版）日本経済評論社、1996年9月10日。ISBN 4-8188-0830-X。
- 河原匡喜『連合軍専用列車の時代』（第2刷）光人社、2000年6月8日。ISBN 4-7698-0954-9。

### 雑誌記事・論文
- 長谷川弘和「横浜臨港線の軌跡」『レイル』第27号、エリエイ出版部プレス・アイゼンバーン、1990年4月23日、13 - 30頁。
- 長谷川弘和「横浜港の貨物線ものがたり」『鉄道ピクトリアル』第634号、電気車研究会、1997年3月、48 - 54頁。
- 山田亮「横浜臨港線の歴史と現状」『鉄道ピクトリアル』第714号、電気車研究会、2002年3月、41 - 49頁。
- 田崎乃武雄「Boat Train（臨港列車）」『鉄道ピクトリアルアーカイブスセレクション』第6号、電気車研究会、2004年9月、88 - 90頁。